# Husqvarna museum
Husqvarna museum är ett museum i Huskvarna i Jönköpings kommun.
Husqvarna museum är inrymt i en äldre del av Husqvarna Vapenfabrik med entré från "Stampabacken" vid Smedbyn.
År 1982 öppnades Husqvarna Vapenmuseum i samarbete med Svenska Jägareförbundet. Detta fokuserade enbart på tillverkningen av Husqvarnas jaktvapen. I april 1993 öppnade Husqvarna Fabriksmuseum på nuvarande plats och vapenmuseet flyttade in i lokalerna. Fabriksmuseet återinvigdes 2005 efter en utvidgning till 2 400 kvadratmeter och upprustning med handikappvänlig entré. Sedan 2015 kallas museet Husqvarna Museum.
I museet visas fyra sekler av Husqvarna AB:s historia, från musköttillverkning för armén på 1600-talet till dagens produktion.